# Sebestyén József András
Sebestyén József András (névváltozat: Sebestyén J. András, Debrecen, 1942. július 9. – Tatabánya, 2003. február 26.) magyar festő, grafikus, tanár.

## Élete
Az egri Tanárképző Főiskola rajz-földrajz szakán 1968-ban szerzett diplomát, 1976-ban Budapesten szociológiát és rendezést tanult, majd elvégezte a Képzőművészeti Főiskola átképzőit. 1965 óta volt kiállító művész. 1975-től 1984-ig a Fóti Gyermekváros képzőművész tanára volt, a Fóti Gyermekváros Óvónőképző Szakközépiskolájában tanított és képzőművész kört vezetett. 1984-től haláláig Tatabányán élt, 1986-tól a Közművelődés Háza főelőadója volt, 1988 és 1993 között a Kossuth Lajos Általános Iskolában, 1993-tól a Sárberki Általános Iskolában tanított. Képzőművész köröket vezetett a Népházban és az Erkel Ferenc Zeneiskolában.

## Munkássága
Alkotásainak célja gondolatokat és érzelmeket kiváltani, örömet szerezni. Érdekelte a rajz, a festmény, a természet, a technika és a többi művészetek együtthatása, szellemi kinyilatkoztatása. Kísérletezett a negyedik dimenzió sajátos megjelenítésére.

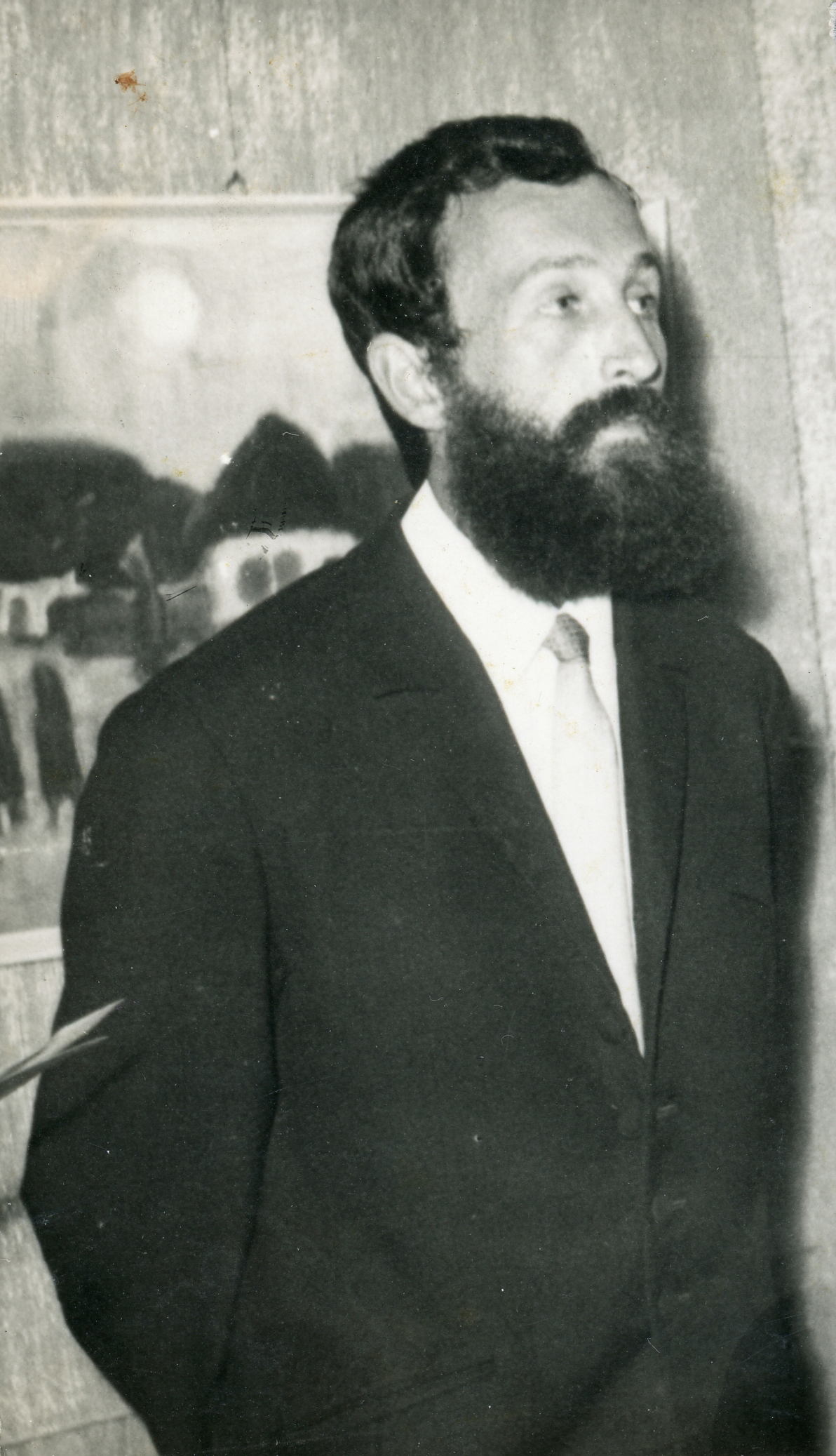
Sebestyén J. András, 1978

Sokféle technikában alkotott: szitanyomat, tempera, olajnyomat, olajfestmény, akvarell, kollázs. Stílusa dinamikus színvilágú, a valóság lényegi elemeit kiemelő, absztrakcióra, a puszta látvány mögötti gondolati asszociációkra építő szürrealista festőiség. Egyeki korszakában kezdett az olajba szintetikus hígítót keverni, így finom, áttetsző színeket hozott létre. Erős hatással voltak rá utazásai, az ikonok, a tengerek világa. Sok képén szerepelnek halak, és felbukkannak a gyerekkor emlékei. Utolsó korszakában a részletek helyett a foltok, elvontabb absztrakciós elemek dominálnak. A témák konkrétak – Barlang, Libanoni táj, Hortobágy, háborús emlékek – de a megformálás szürrealista látomás, kavargó, egymásba oldódó festékfoltokból bomlik ki a kép, a látvány.

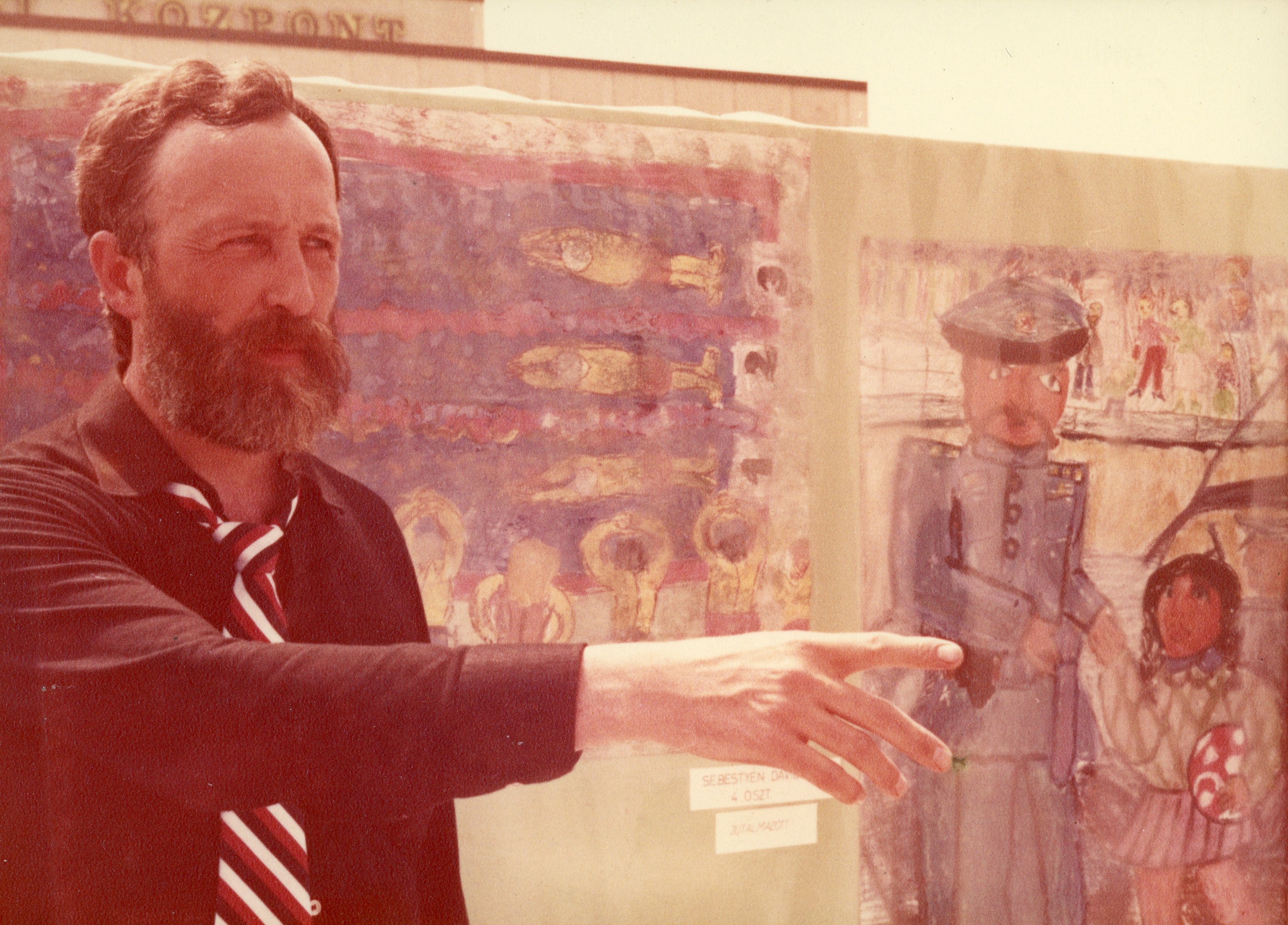
Sebestyén J. András, 1980

Jó néhány képe külföldi és hazai galériák, intézmények tulajdona. Szállodáknak festett táblaképeket, freskói díszítik a vácegresi templomot. Több mint harminc egyéni kiállításon mutatkozott már be. Elnyerte egy nemzetközi gyermekrajzpályázaton a legjobb szakkörvezető díját, a Komárom megyei Alkotói Díj tulajdonosa. Képei szerepelnek a Magyar Művelődési Intézet közép-európai gyűjteményében eljutottak Lengyelországba, Romániába, Litvániába, Szlovákiába, Csehországba, Locarnóban, Zürichben, Achenben. A tanítás is fontos része életművének. Debrecenben tanított 1961-től, aztán kisebb kitérők után visszatért oda. Nevelőotthonokban is dolgozott, szakköröket vezetett. Fóti diákjai a hetvenes években, a tatabányaiak az 1990-es években sok országos és nemzetközi díjat kaptak. Tagja a Közoktatási Szakértők Egyesületének, így sok kiállítás zsűrijének munkájában vett részt. Rajzot tanított a sárberki iskolában, az Erkel-zeneiskolában, a Népház híressé vált Fantázia műhelyét vezette.

## Díjak, ösztöndíjak
- 1976 Alkotó Ifjúság-érem
- 1977 Legjobb szakkörvezető-díj, Debrecen
- 1983 Szocialista Kultúráért
- 1988 Országos pályázat művészeti díja, Kecskemét
- 1992 Nívódíj, Szolnok
- 1996 Turul-díj, Tatabánya

## Csoportos kiállítások
- 1994 Tállya
- 1995 Tállya
- 1997 Debrecen

## Egyéni kiállítások
Válogatás:
- 1969 Vámospércs
- 1985–1995 Tatabánya
- 1985 Balatonboglár
- 1986 Bécs
- 1988 Bakonyszombathely
- 1989 Budapest
- 1990 Almásfüzitő
- 1991 Budapest
- 1992 Tokaj
- 1993 Bejrút
- 1996 Tatabánya, Kölcsey Galéria
- 2002 Tatabánya, Kortárs Galéria; Tatabánya, Jászai Mari Színház, Népház Galéria

## Megbízásra készített monumentális művek
- Vácegres, Római katolikus templom, freskó